# روز جهانی کتاب کودک

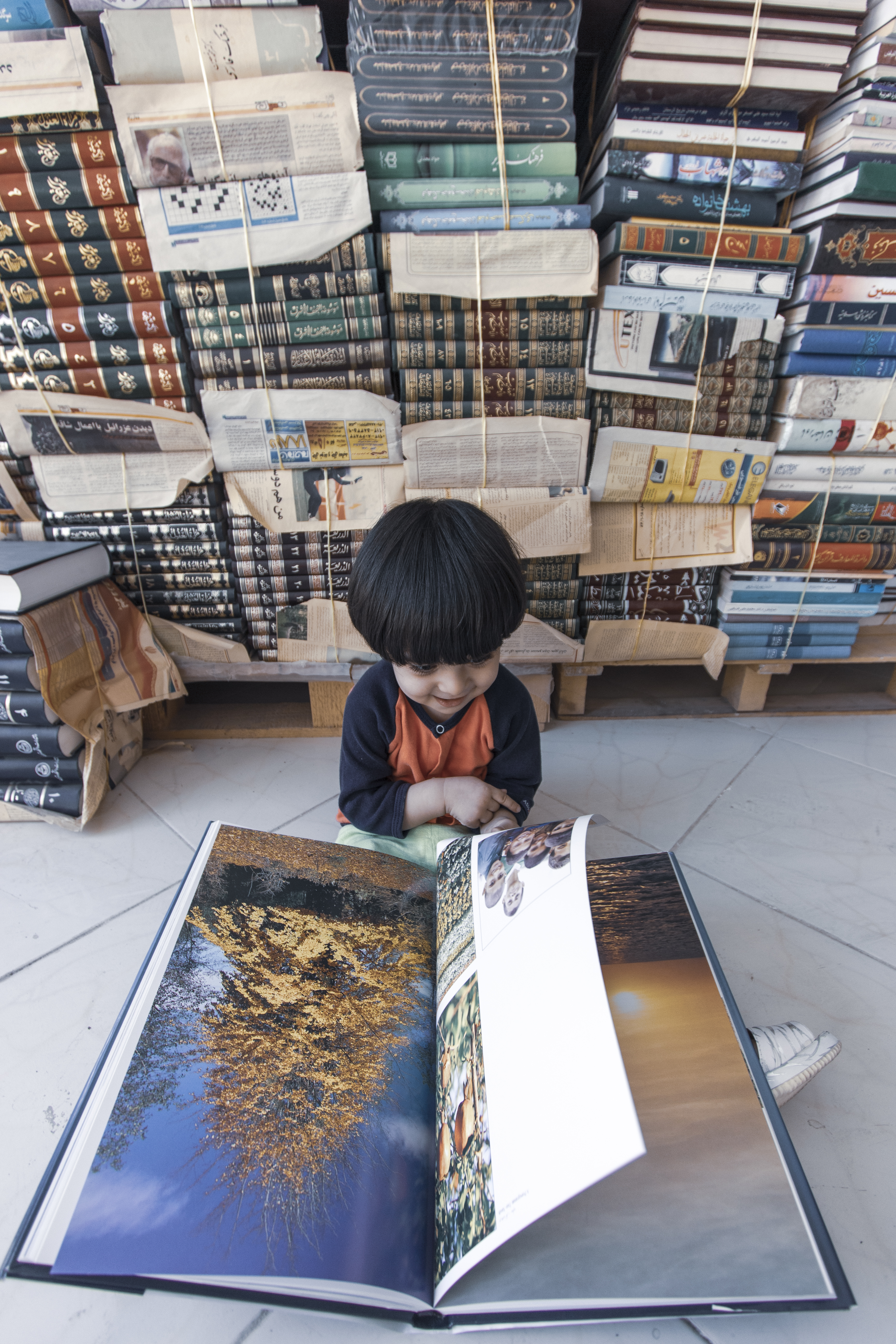
کودک در حال ورق زدن یک کتاب عکس

روز جهانی کتاب کودک ۲ آوریل (برابر با ۱۳ فروردین) به افتخار زادروز هانس کریستین اندرسن(به دانمارکی: Hans Christian Andersen) نویسنده داستان‌های کودکان نامگذاری شده‌است.
هر سال در این روز توسط دفتر بین‌المللی کتاب برای نسل جوان (IBBY) مراسم باشکوهی به مناسبت برای بزرگداشت مقام کتاب کودک و ادبیات کودک و نوجوان در کشورهای جهان جشن گرفته می‌شود و مدیریت آن را این دفتر که از سال ۱۹۵۳ میلادی در سوئیس آغاز به کار کرده‌است برعهده دارد.
مراسم این روز هر سال در یکی از کشور جهان که عضویت دارد برگزار می‌شود و این کشور پوستر و پیام روز جهانی کتاب را تهیه می‌کند.

## روز جهانی کتاب کودک در ایران
روز جهانی کتاب کودک از سال ۱۳۴۹ در ایران به
رسمیت شناخته شده‌است و وزارت آموزش و پرورش در سال ۱۳۵۰ روز ۱۳ فروردین هر سال را روز جهانی کتاب کودک در ایران اعلام کرد.
مراسم بزرگداشت این روز هر سال در یکی از کشورهای عضو برگزار می‌شود و ایران نیز در سال ۱۳۷۱ (۱۹۹۲) برگزارکننده این مراسم بود.